# Ilan Eshkeri
Ilan Eshkeri (Londres, 7 de abril de 1977) es un compositor de música para películas que trabaja entre Londres y Los Ángeles, conocido principalmente por sus obras Stardust, Hannibal Rising y Ring of the Nibelungs.

## Biografía
Nacido en Londres en el seno de una familia de tradición musical, creció tocando el violín y después tomó parte como guitarrista en diferentes grupos. Estudió música y Filología Inglesa en la Universidad de Leeds, en ese tiempo también trabajó con el compositor de películas Edward Shearmur. Tras su graduación, continuó su carrera profesional trabajando junto a otros compositores como Michael Kamen y Hans Zimmer.
Cuando murió Kamen en 2003, Ilan asumió la mayor parte del trabajo inacabado por este para realizar la música de Back to Gaya. Como resultado, fue solicitado para trabajar como compositor de Layer Cake, dirigida por Matthew Vaughn y protagonizada por Daniel Craig, que terminó por ser una rentable película en la taquilla y le mereció a Ilan una nominación en el apartado de "Descumbrimiento del año" en los premios de Bandas Sonoras Mundiales.
En 2008 Ilan completó su obra para la película La joven Victoria. También dio su música para Telstar, película debut del director Nick Moran protagonizada por Kevin Spacey. Trabajó con Joel Silver y las hermanas Wachowski en la banda sonora de Ninja Assassin, dirigida por James McTeigue. Compuso además la banda sonora del videojuego Los Sims 4.
En 2011 compuso la banda sonora de la película Johnny English Reborn con la Orquestra Sinfónica de Londres.

## Filmografía
- Dark Kingdom: The Dragon King (2004)
- Layer Cake (2004)
- Stardust (2007)
- Strength & Honour (2007)
- Straightheads (2007)
- Hannibal, el origen del mal (2007)
- The Virgin Territory (2007)
- Telstar (2008)
- Freedom Within the Heart (2009)
- Kick-Ass (2009)
- Ninja Assassin (2009)
- The Young Victoria (2009)
- Centurion (2010)
- Johnny English Reborn (2011)
- 47 Ronin (2013)
- I Give It a Year (2013)
- Justin y la espada del valor (2013)
- Shaun the Sheep Movie (2015)
- Collide (2016)
- The White Crow (2018)
- Farmageddon: A Shaun the Sheep Movie (2019)

## Televisión
- Trial & Retribution XXII Shooter (2008)
- Trial & Retribution XXI Ghost Train (2008)
- Trial & Retribution XX Siren (2008)
- The Banker (2004)
- Colosseum: Rome's Arena of Death (2003) (TV)
- Colosseum: A Gladiator's Story (2003) (TV)

## Videojuegos
- The Sims 4 (2014)
- Ghost of Tsushima (2020)

## Premios
- "Discovery of the Year" Layer Cake World Soundtrack Awards
- "Breakthrough Composer of 2007" The Film Music Critics Awards